# Kościół w Hohenlandinie
Kościół w Hohenlandinie (niem. Dorfkirche Hohenlandin) – wczesnogotycka świątynia luterańska znajdująca się w niemieckim mieście Schwedt/Oder, w dzielnicy Mark Landin, w dawnej wsi Hohenlandin. Filia parafii Criewen.

## Opis

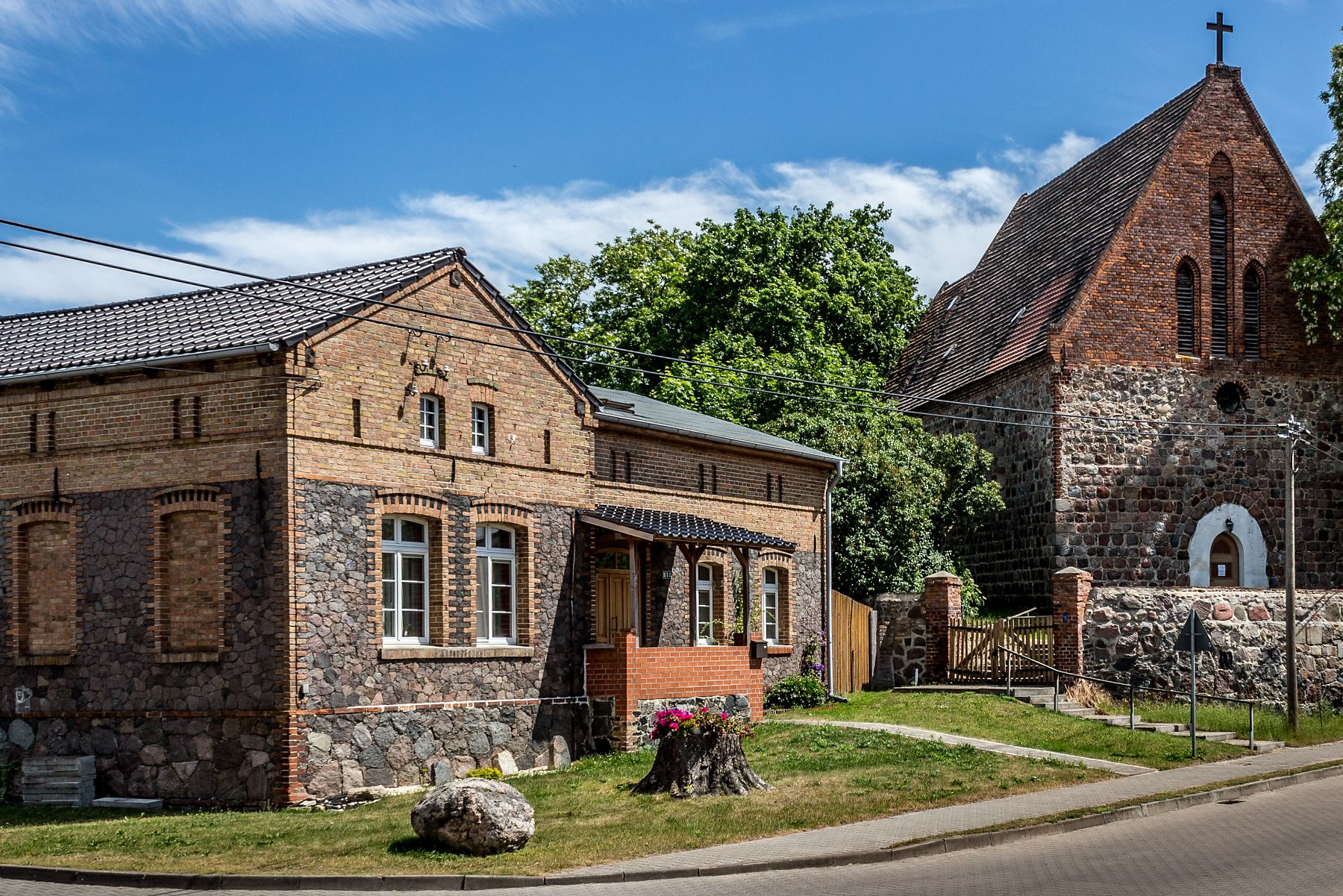
Fasada kościoła i budynek szkoły

Kościół wzniesiono z kamienia polnego pod koniec XIII wieku. Okna przebudowano go w okresie baroku i prawdopodobnie odrestaurowano w wieku XIX. Świątynia zniszczona w 1945 przez pożar wywołany uderzeniem pioruna. Odbudowano ją w latach 1954–1957 i wykonano nowe wyposażenie.
Kościół wczesnogotycki, jednonawowy. Fasadę zdobi ostrołukowy portal i niewielkie, okrągłe okno. Na ceglanym szczycie znajdują się ostrołukowe okna, za nimi zawieszony jest dzwon z 1480 o średnicy 94 cm. Dawniej do prezbiterium od północy dostawiona była zakrystia. Od 1932 w muzeum w Schwedt/Oder przechowywane są dwie lipowe rzeźby, wykonane prawdopodobnie pod koniec XV wieku: Matki Bożej z Dzieciątkiem, o wysokości 105 cm, i św. Jakuba Starszego, o wysokości 97 cm, pochodzące z tutejszego ołtarza szafiastego.
Organy wykonał w 1839 roku warsztat Friedricha Leopolda Morgensterna z Gubina. Odremontowano je w roku 1911, a dwa lata później Albert Kienscherf z Eberswalde wmontował w stary prospekt nowy instrument. Piszczałki zarekwirowano w 1917 roku, remonty instrumentu miały miejsce w latach 1957 i 1970. Mają dziesięć głosów, dwa manuały i pedał.